# Plectrocnemia lata
Plectrocnemia lata là một loài Trichoptera hóa thạch trong họ Polycentropodidae.